# نرایر میرزویان
نُرایر آندرانیکی میرزویان (ارمنی: Նորայր Անդրանիկի Միրզոյան؛ زادهٔ ۹ فوریهٔ ۱۹۴۱) یک  سیاستمدار اهل ارمنستان است که از تاریخ ۱۹۹۰ تا تاریخ ۱۹۹۵ سمت نمایندگی دوره اول شورای عالی جمهوری ارمنستان را برعهده داشت.

## زندگی‌نامه
در ۹ فوریهٔ ۱۹۴۱ در ارمنستان به دنیا آمد . 